# Colmesneil
Colmesneil is een plaats (city) in de Amerikaanse staat Texas, en valt bestuurlijk gezien onder Tyler County.

## Demografie
Bij de volkstelling in 2000 werd het aantal inwoners vastgesteld op 638.
In 2006 is het aantal inwoners door het United States Census Bureau geschat op 631, een daling van 7 (-1,1%).

## Geografie
Volgens het United States Census Bureau beslaat de plaats een oppervlakte van
5,2 km², geheel bestaande uit land. Colmesneil ligt op ongeveer 126 m boven zeeniveau.

## Plaatsen in de nabije omgeving
De onderstaande figuur toont nabijgelegen plaatsen in een straal van 40 km rond Colmesneil.